# WNBC
WNBC é uma emissora de televisão estadunidense com sede em Nova York, no estado homônimo. Opera no canal 4 (35 UHF digital) e é uma emissora própria da National Broadcasting Company (NBC). Pertence a NBC Owned Television Stations (divisão da NBCUniversal), que também é proprietária (por meio da Telemundo Station Group) da emissora irmã própria da Telemundo licenciada para Linden, Nova Jersey, WNJU. Os estúdios e escritórios da WNBC estão localizados na sede corporativa da NBC na 30 Rockefeller Plaza, em Midtown Manhattan, e seu transmissor está localizado no One World Trade Center, sendo este compartilhado com a WNJU. É a emissora de televisão comercial mais antiga em operação nos Estados Unidos.

## História

### Transmissões experimentais (1928-1938)

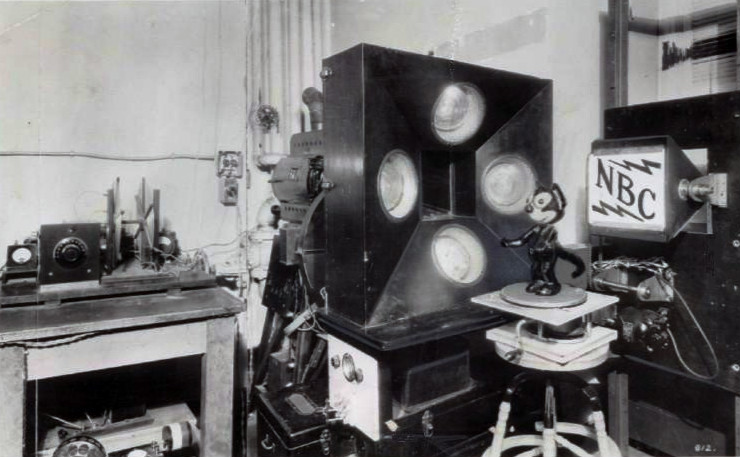
O boneco do gato Félix nas primeiras transmissões experimentais.

A história da WNBC começou por meio da W2XBS, emissora experimental fundada pela Radio Corporation of America (RCA, co-fundadora da National Broadcasting Company), em 1928, apenas dois anos após a NBC ter sido fundada como a primeira rede de rádio nacional. Originalmente um teste para o sistema experimental de televisão RCA Photophone, a W2XBS usava o sistema de digitalização de televisão mecânica de baixa definição. Mais tarde, ele foi usado principalmente para testes de recepção e interferência. As letras de chamada W2XBS significavam "W2XB-south" (W2XB-sul), com W2XB sendo o prefixo da primeira emissora experimental, iniciada alguns meses antes na fábrica principal da General Electric (GE) em Schenectady, Nova York (a atual WRGB). A GE era a empresa-mãe da RCA e da NBC, e a pesquisa técnica era realizada na fábrica de Schenectady.
A emissora transmitia originalmente nas frequências de 2,0 a 2,1 MHz. Em 1929, a W2XBS atualizou suas instalações de transmissão e transmissor para lidar com transmissões de sessenta linhas verticais a vinte quadros por segundo, nas frequências de 2,75 a 2,85 MHz. Em 1928, Felix the Cat foi uma das primeiras imagens transmitidas pela televisão quando a RCA escolheu um boneco Felix de papel machê (mais tarde baquelite) para uma transmissão experimental na W2XBS. O boneco foi escolhido por seu contraste tonal e sua capacidade de suportar as intensas luzes necessárias na televisão inicial. Ele foi colocado em uma mesa giratória de fonógrafo e televisionado por cerca de duas horas por dia. O boneco permaneceu no toca-discos por quase uma década enquanto a RCA ajustava a definição da imagem e a convertia em televisão eletrônica.
A emissora saiu do ar em 1933, quando a RCA voltou sua atenção para a pesquisa de televisão totalmente eletrônica de tubo de raios catódicos (CRT) em suas instalações em Camden, Nova Jersey, sob a liderança do Dr. Vladimir K. Zworykin.
Em 1935, o sistema CRT totalmente eletrônico foi autorizado como um projeto de "teste de campo" e a NBC converteu um estúdio de rádio no Edifício RCA no Rockefeller Center de Nova York para uso na televisão. Em meados de 1936, uma programação em pequena escala irregularmente programada começou a ser transmitida para um público de cerca de 75 receptores nas casas de funcionários de alto nível da RCA e uma dúzia ou mais de aparelhos em uma sala de circuito fechado em escritórios do 52º andar de o Edifício RCA. A sala de exibição frequentemente hospedava organizações em visita ou convidados corporativos, que assistiam a um programa ao vivo produzido nos estúdios muitos andares abaixo.
A audiência das primeiras transmissões da NBC era estritamente restrita àquelas autorizadas pela empresa, cuja base instalada de aparelhos acabou chegando a cerca de 200. Os padrões técnicos para a transmissão de televisão também estavam em evolução. Entre o momento em que as transmissões experimentais começaram em 1935 e o início do serviço de televisão comercial em 1941, a definição da imagem aumentou de 343 para 441 linhas e, finalmente (em 1941), para o padrão de 525 linhas usado para televisão analógica desde o início do serviço comercial até o final das transmissões analógicas em meados de 2009. O sinal de som também foi alterado de AM para FM, e o espaçamento dos portadores de som e visão também foi alterado várias vezes. Pouco depois que a NBC começou uma programação semirregular de transmissão de televisão em 1938, a DuMont Laboratories anunciou os aparelhos de TV à venda ao público, uma mudança que a RCA estava guardando para a abertura da Feira Mundial em 30 de abril de 1939, o dia em que a programação regular da emissora deveria começar em Nova York, na NBC, com muito alarde. Em resposta, a NBC interrompeu todas as transmissões de TV por várias semanas até que os aparelhos da RCA fossem colocados à venda; As transmissões regulares da NBC começaram no dia em que a feira abriu.

### W2XBS (1938-1941)
Transmitindo no canal 1 (44-50 MHz), a emissora foi pioneira em vários aspectos. Entre eles: o primeiro drama da Broadway televisionado (junho de 1938), a primeira cobertura ao vivo coberto por uma unidade móvel (um incêndio em um prédio abandonado em novembro de 1938), a primeira transmissão ao vivo de um discurso presidencial (Franklin D. Roosevelt abrindo a Feira Mundial de Nova York de 1939), as primeiras transmissões ao vivo da faculdade e da Liga Principal de Beisebol (ambos em 1939), a primeira transmissão de um jogo da National Football League (também em 1939), a primeira transmissão de um jogo da National Hockey League (início de 1940), a primeira transmissão de eventos religiosos (Domingo de Páscoa 1940), a primeira transmissão televisiva (multicidades) de uma convenção política (a Convenção Nacional Republicana de 1940, realizada de 24 a 28 de junho no Centro Cívico da Filadélfia) vista também na W3XE de Filadélfia (agora KYW-TV) e a W2XB de Schenectady, e a transmissão do longa-metragem The Crooked Circle em 18 de junho de 1940.
Mas em agosto de 1940, as transmissões da W2XBS foram temporariamente colocadas em espera, pois o canal 1 foi reatribuído pela FCC para 50-56 MHz; ajustes técnicos precisaram ser feitos para a conversão. A estação voltou ao ar em outubro, bem a tempo de transmitir a segunda e última aparição de Franklin D. Roosevelt na televisão ao vivo, quando seu discurso no Madison Square Garden em 28 de outubro de 1940 foi transmitido pela W2XBS.

### WNBT (1941-1954)
Em 24 de junho de 1941, a emissora recebeu uma licença comercial sob o prefixo WNBT (prefixo "NBC Television"), tornando-se assim uma das duas primeiras estações de televisão comercial totalmente licenciadas nos Estados Unidos, junto com a W2XAB da CBS no canal 2, que tornou-se WCBW (hoje WCBS-TV). As emissoras da NBC e da CBS foram licenciadas e instruídas a entrar no ar simultaneamente em 1º de julho, para que nenhuma das principais empresas de radiodifusão pudesse alegar ser exclusivamente "a primeira". No entanto, a WNBT entrou no ar às 13h30, uma hora inteira antes do WCBW. Como resultado, a WNBC (e essencialmente, NBC) inadvertidamente detém a distinção como a mais antiga estação de televisão comercial em operação contínua (e rede de televisão, respectivamente) nos Estados Unidos, e também a única pronta para aceitar patrocinadores desde seu início. O primeiro programa foi transmitido às 13h00 pela cerimônia de abertura da programação com o hino nacional dos EUA, "The Star-Spangled Banner", seguido por um anúncio dos programas daquele dia e o início da programação da emissora.
A WNBT originalmente operava no canal 1. Em seu primeiro dia no ar, a WNBT transmitiu o primeiro anúncio comercial oficial de televisão do mundo antes de um jogo de beisebol entre o Brooklyn Dodgers e o Philadelphia Phillies. O anúncio dos relógios Bulova, pelos quais a empresa pagou entre U$ 4,00 e U$ 9,00, exibia um padrão de teste da WNBT modificado para parecer um relógio com os ponteiros mostrando as horas. O logotipo da Bulova, com a frase "Bulova Watch Time", era mostrado no quadrante inferior direito do padrão de teste, enquanto o ponteiro dos segundos girava em torno do mostrador por um minuto.
Embora a transmissão comercial completa tenha começado em 1º de julho de 1941, com os primeiros anúncios pagos no WNBT, havia publicidade experimental não paga na televisão já em 1930. Os primeiros comerciais não pagos da NBC podem ter sido vistos durante o primeiro jogo da Liga Principal de Beisebol já transmitido, um jogo entre os Dodgers e os Cincinnati Reds, em 26 de agosto de 1939, por meio da W2XBS. Para garantir os direitos de exibição do jogo na televisão, a NBC permitiu que cada um dos patrocinadores regulares de rádio dos Dodgers na época tivesse um comercial durante a transmissão; isso foi feito pelo locutor dos Dodger, Red Barber. Para a Ivory Soap, ele ergueu uma barra do produto, para a Mobil gas ele colocou uma touca de frentista enquanto fazia seu discurso, e para Wheaties ele despejou uma tigela de cereal, adicionou leite e bananas, e pegou uma colher grande.
O programa pioneiro documentário The Voice of Firestone Televues, um desdobramento de The Voice of Firestone, um pilar da rádio NBC desde 1928, tornou-se o primeiro programa de TV regular sem notícias ou esportes quando começou na WNBT em 29 de novembro de 1943.
Durante a Segunda Guerra Mundial, a RCA desviou equipes técnicas importantes de TV para a Marinha dos Estados Unidos, que estava interessada em desenvolver uma bomba guiada pela televisão. Os estúdios e a equipe da WNBT foram colocados à disposição do Departamento de Polícia da Cidade de Nova York e usados para transmissões de treinamento de defesa civil, com apenas um número limitado de programas semanais para o público geral transmitidos durante grande parte da guerra. A programação começou a crescer em pequena escala durante 1944. Em 10 de abril de 1944, a WNBT começou a transmitir o The Voice of Firestone Televues todas as semanas para uma pequena rede de emissoras, incluindo a WRGB de Schenectady e a WPTZ (agora KYW-TV) da Filadélfia. Esta série é considerada o primeiro programa regular da rede NBC.
Em 8 de maio de 1945, a WNBT transmitiu horas de cobertura jornalística sobre o fim da Segunda Guerra Mundial na Europa e entradas ao vivo em toda a cidade de Nova York. Este evento foi pré promovido pela NBC com um cartão de mala direta enviado aos proprietários de aparelhos de televisão na área da cidade de Nova York. Em um momento, uma câmera da WNBT colocada no topo da marquise do Astor Hotel na cidade de Nova York fez uma panorâmica da multidão abaixo celebrando o fim da guerra na Europa. A cobertura foi um prelúdio para o rápido crescimento da televisão após o fim da guerra. Em 1946, a emissora mudou sua frequência do canal 1 VHF para o canal 4, depois que o canal 1 foi retirado do uso para transmissão de televisão. De 1946 a 2009, a emissora ocupou a banda de frequências de 66-72 MHz que havia sido designada como canal 3 na tabela de alocação da FCC antes de 1946. A emissora passou a operar no canal 4 no sistema pós-guerra (a WABD de propriedade da DuMont, agora WNYW, havia sido licenciada como canal 4, antes que mudasse para o canal atual 5, mas só foi necessário sintonizar novamente seus portadores de vídeo e áudio para baixo por 2 MHz no novo sistema). Em outubro de 1948, as operações da WNBT foram integradas às das emissoras irmãs WNBC Radio (660 AM) e WNBC-FM (97.1).

### WNBC-TV (1960-1992)
A emissora mudou seu prefixo em 18 de outubro de 1954 para WRCA-TV (referência a empresa mãe da NBC, Radio Corporation of America, RCA) e em 22 de maio de 1960, mudou de novo para WNBC-TV. A NBC já havia usado o prefixo em sua emissora de televisão em New Britain, Connecticut, de 1957 até ser vendida no início de 1960 (hoje a emissora tem o prefixo WVIT, e é uma emissora de propriedade da NBC). A emissora também ganhou um lugar na história da radiodifusão como o local de nascimento do The Tonight Show. O talk show começou na emissora em 1953 como um programa noturno local, The Steve Allen Show, e o executivo da NBC, Sylvester "Pat" Weaver, distribuiu para a rede em 1954. O estúdio 6B, onde o programa era gravado, foi o estúdio de jornalismo da WNBC enquanto o programa era produzido em Los Angeles.

### WNBC (1992-atual)
Em 1° de junho de 1992, a emissora retirou o sufixo -TV de seu prefixo (após a venda de sua emissora de rádio irmã WNBC, agora WFAN, em 1988) e tornou-se simplesmente WNBC, com a nova nomenclatura "4 New York". O slogan da emissora foi mudado para "We Are 4 New York". A WNBC foi rebatizada novamente como "NBC 4" em 5 de setembro de 1995, e seus telejornais foram renomeados para NewsChannel 4. Em março de 2008, a nomenclatura "4 New York" foi revivida.
Durante os ataques terroristas de 11 de setembro de 2001, os equipamentos de transmissão da WNBC, bem como oito outras emissoras de televisão e várias emissoras de rádio da cidade de Nova York, foram destruídas quando dois aviões sequestrados colidiram e destruíram o World Trade Center. O engenheiro de transmissão da WNBC, Bill Steckman, morreu na tragédia, junto com seis outros engenheiros de outras emissoras de televisão. Imediatamente, a emissora passou a transmitir temporariamente seu sinal para três emissoras UHF que ainda estavam operando (a emissora membro da PBS WLIW, a emissora independente WMBC-TV e a repetidora W26CE). A WNBC retomou as operações em sinal aberto a partir do antigo local do transmissor da WFUT-DT (canal 68) em West Orange, Nova Jersey. Em 2005, a WNBC passou a transmitir seu sinal do Empire State Building, no centro de Manhattan, retornando ao local usado entre 1930 e 1970. Em 9 de maio de 2017, foi anunciado que a WNBC voltaria a transmitir da parte baixa de Manhattan no One World Trade Center, até o final do ano.
Em 2004, a WNBC serviu como emissora modelo para o NBC Weather Plus, um canal meteorológico 24 horas que foi ao ar em seu segundo subcanal digital (4.2) e em vários sistemas de cabo locais. Outras emissoras próprias da NBC lançaram seus próprios canais Weather Plus em 2005, e o Weather Plus foi descontinuado no final de 2008.
Em fevereiro de 2015, a WNBC e as outras estações de propriedade da NBC ofereceram transmissão ao vivo baseada na web de programação para assinantes de provedores de televisão a cabo e satélite participantes, conforme fornecido por meio do TV Everywhere Mobile Apps.
Em 15 de março de 2016, a NBCUniversal retirou os sinais da WNBC e da WNJU, junto com os canais a cabo, USA Network, Bravo, Syfy, MSNBC e CNBC do guia de canais da Dish Network na área metropolitana de Nova York como resultado de uma disputa entre a NBC e a operadora. Apesar disso, a Dish afirmou que a NBCUniversal exigiu que fosse renovado a distribuição de dez emissoras de propriedade da NBC e dezesseis emissoras de propriedade da Telemundo, incluindo as que foram removidas devido à disputa. Três dias depois, a Dish anunciou que continuaria a transmitir a WNBC, WNJU e outros cinco canais a cabo por mais dez dias, enquanto a FCC realizava a arbitragem.

## Sinal digital
| PSIP | Canal digital | Resolução de vídeo | Programação                         |
| ---- | ------------- | ------------------ | ----------------------------------- |
| 4.1  | 35 UHF        | 1080i              | Programação principal da WNBC / NBC |
| 4.2  | 35 UHF        | 480i               | Cozi TV                             |
| 4.3  | 35 UHF        | 480i               | Lx                                  |

Em 13 de abril de 2017, foi revelado que o espectro de TV aberta da WNBC foi vendido no leilão de realocação de espectro da FCC, com o valor alcançando 214 milhões de dólares. Como resultado, o sinal da WNBC passou a ser compartilhado com o da emissora irmã WNJU, que realocou seu transmissor para o One World Trade Center em 2017. A WNBC cessou a transmissão no canal digital UHF 28 do Empire State Building em 2 de abril de 2018, em favor da transmissão compartilhada com a WNJU no canal 36 do One World Trade Center. O WNBC, junto com a WNJU, mais tarde mudou os canais novamente em 1° de agosto de 2019, às 13h00, para o canal digital 35.

### Transição para o sinal digital
Com base no decreto federal de transição das emissoras de TV estadunidenses do sinal analógico para o digital, a WNBC descontinuou a programação regular em seu sinal analógico no canal 4 VHF às 12h30 em 12 de junho de 2009. Como parte do SAFER Act, a WNBC manteve seu sinal analógico no ar até 26 de junho para informar aos telespectadores sobre a transição da televisão digital, desligando-o às 12h30, após um clipe mostrando logotipos antigos da rede ao som do tema do NBC Nightly News, de 1982.

## Programas
Além de transmitir a programação nacional da NBC, a emissora exibe os seguintes programas:
- Today in New York: Telejornal, com Darlene Martinez e Michael Gargiulo;
- News 4 New York at 4: Telejornal, com David Ushery e Natalie Pasquarella;
- News 4 New York at 4:30: Telejornal, com Natalie Pasquarella;
- News 4 New York at 5: Telejornal, com Adam Kuperstein;
- News 4 New York at 5:30: Telejornal, com Adam Kuperstein;
- News 4 New York at 6: Telejornal, com Natalie Pasquarella;
- News 4 New York at 11: Telejornal, com David Ushery e Natalie Pasquarella;
- News 4 New York at 11 am: Telejornal, com Adam Kuperstein;
- New York Live: Variedades, com Jacque Reid e Sara Gore;
- Saturday Today in New York: Telejornal, com Pat Battle;
- Sunday Today in New York: Telejornal, com Pat Battle;
- Sports Final: Esportivo, com Bruce Beck;

Outros programas compuseram a grade da emissora, e foram descontinuados:
- Live at Five
- News 4 New York
- News 4 Today
- News 4 You
- New York Nightly News
- NewsCenter 4
- NewsChannel 4 At 6
- NewsChannel 4 At 11
- NewsChannel 4 Live At Five
- NewsChannel 4 Midday
- NewsChannel 4 Today In New York
- NewsChannel 4 Weekend Today In New York
- Sixth Hour
- The Eleventh Hour
- Tri-State Report
- Weekend Today In New York

### Programação esportiva
Através da cobertura da National Football League da NBC, a WNBC transmitiu dois campeonatos do Super Bowl vencidos por times de Nova York: a vitória dos Jets sobre os Baltimore Colts no Super Bowl III e a vitória dos Giants no Super Bowl XLVI. A WNBC também atua como a emissora oficial principal dos jogos de futebol de pré-temporada do Giants e é a a emissora da área de Nova York para as transmissões nacionais da NBC do Sunday Night Football, apresentando qualquer um dos dois times. A WNBC também serviu como emissora padrão dos Jets a partir de 1965 (quando a NBC se tornou a emissora da American Football League, da qual os Jets faziam parte) até 1997, quando a WCBS-TV se tornou a nova detentora dos direitos de transmissão (através da CBS) do que era a Conferência de Futebol Americano. Também exibiu jogos ocasionais do New York Giants de 1970 (com a conclusão da fusão AFL e NFL) a 1997, sendo que estes eram limitados a competições de interconferência doméstica.
Apesar da emissora ter se tornado a primeira a transmitir os jogos da Major League Baseball em 1939, com a transmissão pioneira sendo a de um doubleheader em Ebbets Field entre o Brooklyn Dodgers e o Cincinnati Reds, ela não transmite mais nenhum jogo desta liga. Atualmente, estes são transmitidos pela WNYW e WPIX durante a temporada. Esperava-se que as transmissões de beisebol voltassem à emissora em 2020, como parte da cobertura em toda a rede dos eventos de beisebol dos Jogos Olímpicos de Verão de 2020 em Tóquio, com atualizações de informações na programação durante o evento. No entanto, os jogos foram adiados para 2021 devido aos efeitos globais do novo coronavírus (COVID-19). A emissora transmitiu vários jogos do Met (a partir de 1962) e Yankees, como parte do contrato de transmissão da MLB com a NBC de 1947 a 1989, The Baseball Network em 1995 e cobertura apenas dos playoffs de 1996 a 2000. A emissora transmitiu 18 partidas dos Yankees na World Series (12 das quais o time venceu), e três apresentações do Mets na World Series (duas das quais o Mets venceu).
Como emissora principal da rede, de acordo com as obrigações da NHL na NBC, a WNBC transmite vários jogos do Playoff da Stanley Cup até a final da copa, além do Jogo da Semana da NHL (se os Rangers, Islanders ou New Jersey Devils estiverem jogando). Além disso, a emissora transmitiu a final da Copa de 2014, onde os Rangers também perderam para os Kings.
De 1990 a 2002, a emissora transmitiu os jogos do New York Knicks e do New Jersey Nets pela NBA na NBC, incluindo as aparições do Knicks nas finais da NBA de 1994 e 1999, bem como as aparições dos Nets nas finais da NBA de 2002.

### Jornalismo
A WNBC atualmente transmite 40 horas e 55 minutos de telejornais produzidos localmente a cada semana (com 6 horas, 35 minutos em cada dia da semana, três horas aos sábados e 5 horas aos domingos); além disso, a emissora produz o programa esportivo de meia hora Sports Final, que vai ao ar todos os domingos após o telejornal das 23h00.
Do final da década de 60 até a década de 80, a WNBC esteve envolvida em uma grande disputa com a WCBS-TV e a WABC-TV pelo primeiro lugar nas pesquisas de audiência da televisão de Nova York. Isso continuou durante um período de dificuldades financeiras para a NBC como um todo. A marca registrada do WNBC ao longo dos anos tem sido a forte cobertura de notícias de última hora e produtos de notícias diretas que também apresentam assuntos leves ou de entretenimento (como o Live at Five e Today in New York). Muitas das personalidades da WNBC estão na emissora há mais de 20 anos. Chuck Scarborough tem sido o principal âncora da emissora desde 1974. De 1980 a 2012, ele se juntou a Sue Simmons às 23h, e os dois eram a dupla de apresentadores mais antigo na história da televisão de Nova York. O correspondente sênior Gabe Pressman esteve na emissora de 1956 até sua morte em 2017, exceto por um período de sete anos (de 1972 a 1979) na WNEW-TV (agora a WNYW).
A emissora foi a primeira emissora de grande mercado do país a ter sucesso com um telejornal às 17 horas, adicionando esse programa ao seu programa Sixth Hour às 18h00 em 1974 e renomeando todos os seus noticiários locais para NewsCenter 4 (três outras emissoras próprias da NBC em Chicago, Washington, D.C. e Los Angeles, também adotaram o nome NewsCenter). O nome permaneceu até 1º de setembro de 1980, quando os telejornais foram renomeados para News 4 New York. Pouco antes disso, às 17h00, o programa foi renomeado para Live at Five, e o formato foi alterado de um programa somente de notícias para uma mistura de notícias e entrevistas com celebridades. O Live at Five acabou se tornando o programa local de maior sucesso na cidade de Nova York, um feito que resultou na colocação dos apresentadores do programa na capa da revista New York.
Em 1992, a emissora passou a utilizar a nomenclatura 4 New York. Em 1995, a emissora se rebatizou como "NBC 4" e rebatizou seus noticiários como NewsChannel 4.
A ex-repórter Perri Peltz voltou a WNBC para co-apresentar o Live at Five com Simmons, tornando a cidade de Nova York um dos poucos grandes mercados com duas âncoras em um noticiário noturno. A mudança remonta a três décadas antes, quando a emissora colocou Pia Lindström com Melba Tolliver às 17 horas, criando uma das primeiras equipes de âncoras exclusivamente femininas em uma grande emissora de televisão americana. A mudança foi de curta duração, pois Simmons e Peltz foram deslocadas do Live at Five por causa de mudanças na programação do noticiário noturno da emissora, que entraram em vigor em 12 de março de 2007. David Ushery e Lynda Baquero tornaram-se apresentadores do Live at Five, desta vez com 30 minutos de duração, seguido de Peltz com um programa de notícias leves de 30 minutos, News 4 You. Simmons foi movida para co-âncora da edição das 18h com Scarborough. Em 13 de setembro de 2006, a WNBC se tornou a primeira emissora de televisão da cidade de Nova York a transmitir seus telejornais em alta definição.
Em 2007, mudanças adicionais foram introduzidas na programação do início da noite da WNBC. Em 10 de setembro, a emissora mudou a série Extra para as 17h e cancelou o Live at Five. News 4 You permaneceu às 17h30, mas foi substituído em 15 de outubro de 2007, por um telejornal tradicional, ancorado por Simmons e Michael Gargiulo. Ushery e Baquero passaram a ser âncoras do telejornal das 18h, e o New York Nightly News, um novo noticiário de meia hora com Scarborough como único âncora, estreou às 19h00.
Essas mudanças não levaram a um aumento nas classificações da WNBC nas pesquisas de novembro de 2007, parcialmente por causa da greve do Writers Guild of America de 2007-08. A mais chocante queda na audiência da WNBC foi no telejornal das 23h, que caiu para o terceiro lugar, atrás da WCBS-TV e da WABC-TV. A emissora fez mudanças no horário das 17 às 18h em 2 de janeiro de 2008, trocando o noticiário de meia hora das 17h30 com o Extra. Em março de 2008, concomitante à restauração da nomenclatura 4 New York, os noticiários voltaram a se chamar News 4 New York.
Em 7 de maio de 2008, a NBCUniversal anunciou planos para uma grande reestruturação do departamento de notícias do WNBC. A peça central da reestruturação foi a criação de um canal de notícias 24 horas no segundo subcanal digital da WNBC (4.2). O departamento de jornalismo da emissora foi reformulado e integrado ao canal de notícias, que serve como um "centro de conteúdo" para as várias plataformas de distribuição local da emissora. O canal de notícias digitais foi lançado em 9 de março de 2009. Em  2008, a WNBC começou o teste beta de um novo site que aparentemente estava prestes a ser uma das principais plataformas para o centro de conteúdo. Em 17 de novembro de 2008, a WNBC mudou seu estúdio de jornalismo do Studio 6B para o 7E e lançou um novo design de cenário, pacote gráfico e música-tema escrita pelo veterano compositor de TV, Frank Gari.
Em 9 de março de 2009, com o lançamento do New York Nonstop no subcanal digital 4.2, o New York Nightly News foi movido para o subcanal e expandido para uma hora, enquanto o Extra foi transferido de volta para as 19h e um telejornal de 1 hora foi colocado às 17h. Ainda assim, a audiência da WNBC continuou baixa. Durante as pesquisas de março de 2009, seus telejornais ficaram em um distante terceiro lugar em todos os horários, exceto durante as manhãs de segunda a sexta, onde permaneceu em segundo lugar.
Em 16 de junho de 2009, a WNBC anunciou que o telejornal das 17h seria substituído em setembro por um programa de entretenimento e estilo de vida diário de uma hora da LXTV intitulado LX New York. Após essa mudança, a emissora ficou com apenas três horas por dia de notícias locais, tendo o menor tempo na programação dedicado às notícias locais entre as 3 grandes emissoras próprias da rede. Em 2009, a WNYW começou a compartilhar seu helicóptero de jornalismo com a WNBC, como parte de um contrato entre as emissoras. O helicóptero "SkyFox HD", operado pela WNYW, quando usado pela WNBC, foi chamado de "Chopper 4" no ar. Este acordo terminou em 2012, quando o contrato expirou, e a WNBC voltou a usar seu próprio helicóptero. Em 2010, The Debrief with David Ushery passou a ir ao ar no domingo ao meio-dia no WNBC após o lançamento no New York Nonstop.
O LX New York foi renomeado para New York Live em 26 de maio de 2011. O programa foi definido para ser exibido às 15h a partir de 12 de setembro de 2011. A partir de então, a WNBC retomaria a a exibição de um telejornal às 17h. Porém, devido ao Furacão Irene, a data de estreia foi adiada para 29 de agosto de 2011, com o New York Live mudando para as 15h desde aquele dia. Em 18 de novembro de 2011, a WNBC lançou um noticiário ao meio-dia que substituiu The Rundown com Russell e Llamas como apresentadores.
Em dezembro de 2011, a WNBC fechou uma parceria de notícias com a organização jornalística sem fins lucrativos ProPublica. A organização, que ganhou o Prêmio Pulitzer em 2010, já tem parcerias com diversos meios de comunicação, incluindo USA Today, Reader's Digest, HuffPost e Businessweek. No entanto, os relatórios da ProPublica são incorporados em todas as emissoras próprias da NBC, não apenas na WNBC. Isso é parte de esforços maiores para as estações de televisão da NBCUniversal se associarem a organizações de notícias sem fins lucrativos após sua aquisição pela Comcast.
A WNBC mudou do Studio 7E para o Studio 3C (o estúdio anteriormente usado pelo NBC Nightly News, que agora se origina do Studio 3B) em 21 de abril de 2012.  Em 15 de junho de 2012, Sue Simmons deixou a WNBC após seu contrato com a emissora não ser renovado. Em janeiro de 2013, a emissora expandiu o telejornal das 23h para 1 hora de duração, possivelmente para competir com a WABC-TV, que expandiu a duração de seu telejornal do mesmo horário em janeiro de 2012.
Em 6 de junho de 2016, a WNBC renovou seu site. Em 13 de junho do mesmo ano, a emissora estreou um telejornal às 16h, tornando-se assim a segunda emissora de televisão nova-iorquina a expandir o seu jornalismo para aquele horário depois da WABC-TV (que exibia telejornal às 16 horas desde maio de 2011).
Em 10 de outubro de 2016, a WNBC se mudou do estúdio 3C para o estúdio 3K (o estúdio também usado pelo Dateline NBC e pela rede a cabo irmã MSNBC). Em 2016, a WNBC firmou um acordo de compartilhamento de conteúdo com a WOR (AM) para incluir notícias e conteúdo meteorológico fornecido pela emissora; O conteúdo meteorológico da WNBC também é ouvido em outras emissoras de rádio  da iHeartMedia em toda a área metropolitana de Nova York. Em 21 de dezembro de 2016, a WNBC anunciou que estaria lançando um novo sistema de radar de banda S, denominado Storm Tracker 4, com lançamento planejado para o inverno de 2017. Em 27 de dezembro de 2016, a emissora anunciou que mudaria o telejornal do meio-dia para ás 11h (o primeiro e único telejornal das 11h do mercado de Nova York), e seu programa de estilo de vida/entretenimento produzido localmente, New York Live, para 11h30, começando em 16 de janeiro de 2017. Como parte das mudanças na programação diurna na estação, mudaria o Days of Our Lives do horário padrão da redede 13h para o horário das 12h, seguido por Access Hollywood Live às 13h.
Em 30 de junho de 2017, foi anunciado que Chuck Scarborough deixaria o cargo de âncora do telejornal das 23h em 14 de julho, mas continuaria a ancorar o telejornal das 18h. O âncora Stefan Holt, do telejornal das 16h, assumiu as funções do telejornal deixado por Scarborough a partir de 17 de julho.
Em 31 de julho de 2017, a estação expandiu seu telejornal matinal, Today in New York em meia hora, começando às 4 da manhã e tendo uma duração total de três horas, sendo o primeiro telejornal deste horário no mercado de Nova York desde que a WPIX teve um de 2010 a 2014. Seis dias depois, em 6 de agosto de 2017, a edição de domingo do telejornal da manhã teve uma meia hora extra adicionada após as 9h30 da manhã, e a porção das 6h00 às 8h00 permaneceu inalterada. Como parte das mudanças na programação da manhã de domingo da estação, Sunday Today with Willie Geist foi movido para o horário recomendado da rede de 8h00 seguido pelo programa produzido pela LXTV, Open House NYC, às 9h da manhã, e Meet the Press permaneceu às 10h30 da manhã.
Em novembro de 2017, a WNBC abriu uma sucursal em San Juan, cidade de Porto Rico, liderada pelo repórter bilíngue Julio "Gaby" Acevedo. A sucursal era responsável por enviar notícias e informações de Porto Rico em inglês e espanhol para a emissora e sua emissora irmã WNJU, bem como todas as emissoras de propriedade da NBC e da Telemundo em todo o país. A sucursala funcionou até fevereiro de 2018.
Em 19 de agosto de 2020, foi anunciado que após quatro anos com a estação, Stefan Holt iria sair para se juntar à estação irmã de Chicago WMAQ-TV para ancorar os telejornais das 16h e 22h, com início em outubro. Em 31 de agosto de 2020, a emissora anunciou que o apresentador das 11h e 17h, David Ushery, sucederia Holt nas edições das 16h e 23h, começando em 12 de outubro de 2020; no entanto, devido à partida antecipada de Holt em 25 de setembro, a data oficial de início foi adiada para 28 de setembro. Enquanto isso, o âncora do fim de semana Adam Kuperstein substituiu Ushery às 11h e 17h.

## Equipe

### Membros atuais

#### Apresentadores
- Adam Kuperstein
- David Ushery
- Michael Gargiulo
- Chuck Scarborough
- Darlene Rodriguez
- Gus Rosendale
- Stacey Bell
- Natalie Pasquarella
- Pat Battle
- Bruce Beck
- Sara Gore[48]

#### Meteorologistas
- Maria LaRosa
- Raphael Miranda
- Janice Huff
- Dave Price[48]

#### Repórteres
- Ray Villeda
- Marc Santia
- Chris Glorioso
- Michael George
- Erica Byfield
- Tracie Strahan
- Jen Maxfield
- Rana Novini
- Lynda Baquero
- Greg Cergol
- Harry Cicma
- Melissa Russo
- Checkey Beckford
- Andrew Siff
- Jonathan Dienst
- Brian Thompson
- Ida Siegal [48]

### Membros antigos
- Asa Aarons
- Cindy Adams
- Marv Albert (hoje na Turner Sports)
- Tex Antoine †
- Len Berman (hoje na WOR AM)
- Lynn Berry (hoje no HLN)
- Francesco Bilotto
- Contessa Brewer (hoje na CNBC)
- Bill Boggs
- Mel Brandt †
- Jack Cafferty
- Ti-Hua Chang
- Fran Charles (now with MLB Network)
- Linda Church
- Chris Cimino
- Katherine Creag †
- Maurice DuBois (hoje na WCBS-TV)
- Fred Facey †
- Frank Field
- Ira Joe Fisher
- Betty Furness †
- Arthur Gary †
- Andrew Glassman
- Marty Glickman †
- Cat Greenleaf
- Erica Grow (hoje na WPIX)
- Max Gomez (hoje na WCBS-TV)
- Carlos Granda (hoje na KABC-TV de Los Angeles)
- Roger Grimsby †
- Tony Guida (hoje na WCBS AM)
- Carolyn Gusoff (hoje na WCBS-TV)
- John Hambrick †
- Jane Hanson
- Pat Harper †
- Reggie Harris †
- Jim Hartz
- Stefan Holt (hoje na WMAQ-TV])
- Wayne Howell †
- Don Imus †
- John Johnson
- Matt Lauer
- Tom Llamas (hoje na ABC News)
- Rick Leventhal (hoje no Fox News Channel)
- Pia Lindström
- Otis Livingston (hoje na WCBS-TV)
- Lynda Lopez (hoje na WCBS AM)
- Felipe Luciano
- Jeffrey Lyons
- Dave Marash (hoje na KSFR)
- Sal Marchiano
- Michele Marsh †
- Frank McGee †
- John Miller
- Tim Minton
- Demarco Morgan (hoje na KCBS-TV)
- Rob Morrison
- Bruce Morrow (hoje na Sirius XM, rádio via satélite)
- SallyAnn Mosey (hoje no News 12 New Jersey)
- John Muller (hoje na WPIX)
- George Page †
- Don Pardo †
- Ralph Penza †
- Perri Peltz
- Walter Perez (hoje na WPVI-TV)
- Deb Placey (hoje na MSG Network)
- Gabe Pressman †
- Audrey Puente (hoje na WNYW)
- Howard Reig †
- Carol Anne Riddell
- Bobby Rivers
- Vic Roby †
- Al Roker (hoje na NBC News)
- Jim Rosenfield (hoje na WCAU)
- Jeff Rossen (hoje na NBC News)
- Kyle Rote †
- Shiba Russell (hoje na WXIA-TV de Atlanta)
- Bill Ryan †
- Jim Ryan
- Tim Ryan
- Dick Schaap †
- Rob Schmitt
- Mike Schneider
- Jonas Schwartz (hoje no SportsNet New York)
- Adam Shapiro (hoje no Yahoo! Finance)
- Sue Simmon
- Dr. Ian Smith
- Liz Smith †
- Tom Snyder †
- Scott Stanford (hoje na WPIX e na WWE Network)
- Howard Stern
- Carl Stokes †
- Mike Taibbi (hoje no PBS NewsHour)
- Felicia Taylor
- Bob Teague †
- Melba Tolliver
- Katy Tur (hoje na MSNBC e NBC News)
- Sibila Vargas (hoje na WSPA-TV)
- Jonathan Vigliotti (hoje na CBS News)
- Glen Walker
- Chris Wallace (hoje na Fox)
- Jim Watkins
- Rolonda Watts
- Mary Alice Williams (hoje na NJTV)
- Joe Witte
- Bill Wolff
- Lew Wood †